# Prealpi del Devoluy
Le Prealpi del Devoluy sono una sottosezione (in accordo con le definizioni della SOIUSA) delle prealpi del Delfinato. La montagna più alta è la Grande Tête de l'Obiou che raggiunge i 2.790 m s.l.m..
Si trovano a cavallo dei dipartimenti francesi delle Alte Alpi (in maggior parte), dell'Isère e della Drôme.

## Delimitazione
Confinano:

Carta di Prealpi del Devoluy

- a nord con il Massiccio del Taillefer (nelle Alpi del Delfinato) e separate dal corso del fiume Drac;
- a nord-est con il Massiccio des Écrins (nelle Alpi del Delfinato) e separate dal corso del fiume Drac;
- ad est con il Massiccio del Champsaur e con i Monti orientali di Gap (nelle Alpi del Delfinato) e separate dal Colle Bayard;
- a sud con le Prealpi occidentali di Gap (nella stessa sezione alpina)
- ad ovest con le Prealpi del Vercors e le Prealpi del Diois (nella stessa sezione alpina) e separate dal Colle della Croix Haute.

## Suddivisione
Secondo la SOIUSA le Prealpi del Devoluy sono una sottosezione alpina con la seguente classificazione:
- Grande parte = Alpi Occidentali
- Grande settore = Alpi Sud-occidentali
- Sezione = Prealpi del Delfinato
- Sottosezione = Prealpi del Devoluy
- Codice = I/A-6.I

Le Prealpi del Devoluy si suddividono, secondo la SOIUSA, in due supergruppi, quattro gruppi e sei sottogruppi:
- Catena Pic de Bure-Bec de l'Aigle[2] (A)
  - Gruppo del Bec de l'Aigle (A.1)
    - Catena Bec de l'Aigle-Pic de Gleize (A.1.a)
    - Cresta Claudel-Feraud (A.1.b)

  - Gruppo del Pic de Bure (A.2)
- Catena Grande Tête de l'Obiou-Roc de Garnesier[3] (B)
  - Gruppo del Roc de Garnesier (B.3)
    - Cresta Roc de Garnesier-Aiguilles (B.3.a)
    - Cresta Duebonas-Tête de Jarret (B.3.b)

  - Gruppo dell'Obiou (B.4)
    - Nodo del Grand Ferrand (B.4.a)
    - Nodo dell'Obiou (B.4.b)

## Montagne principali

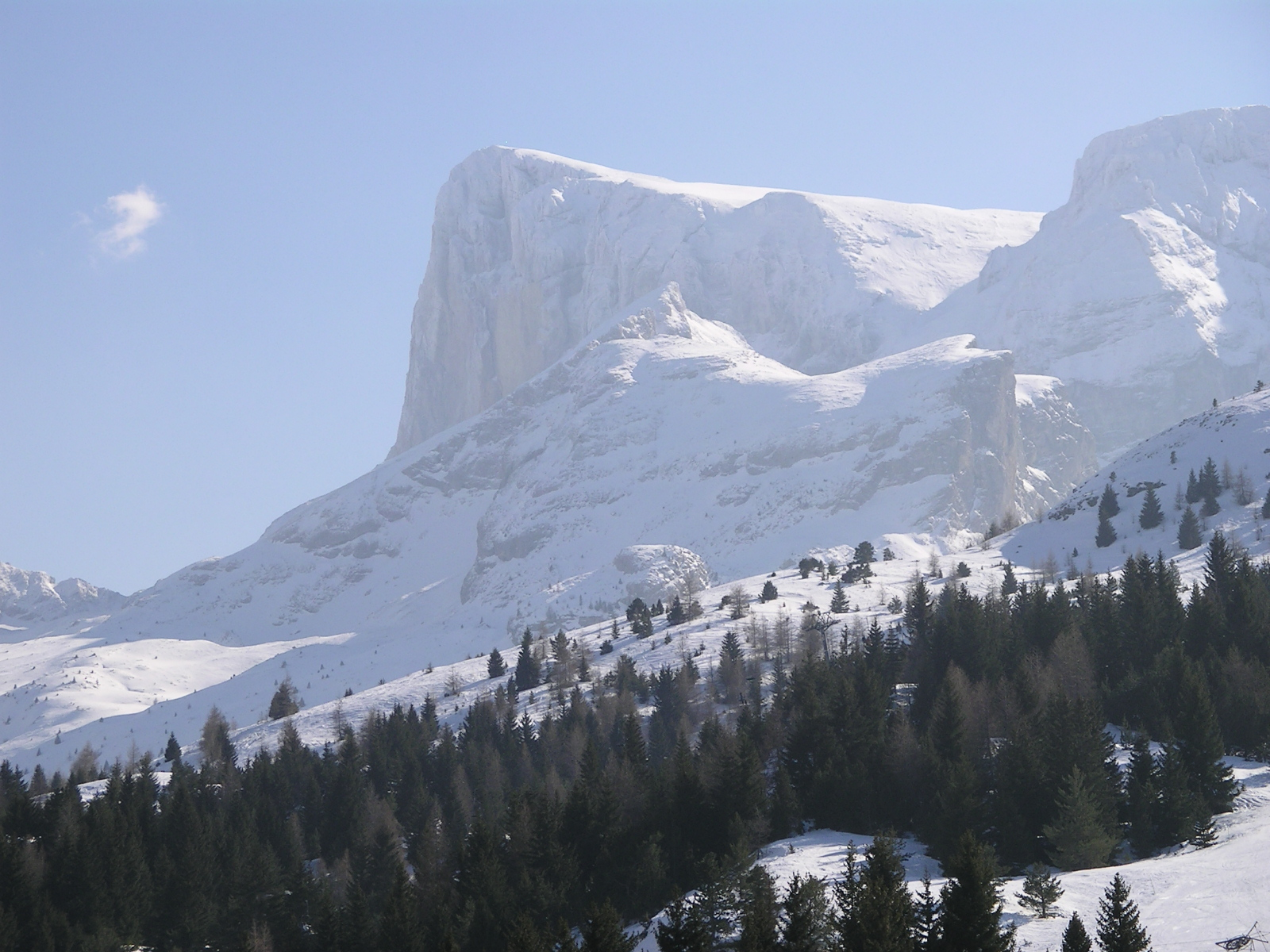
Il Pic de Bure, con la sua caratteristica forma.

Le montagne principali sono:
- Grande Tête de l'Obiou - 2.789 m
- Grand Ferrand - 2.759 m
- Pic de Bure - 2.709 m
- Rocher Rond - 2.453 m
- Roc de Garnesier - 2.388 m
- Bec de l'Aigle - 2.367 m